# Aster Aweke

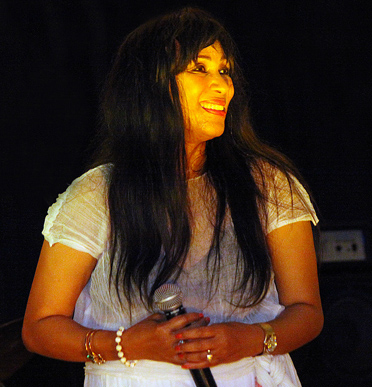
Aster Aweke

Aster Aweke (amharisch: አስቴር አወቀ; * 1960 in Gonder) ist eine äthiopische Sängerin.
Aster Aweke wird häufig als die „Aretha Franklin Afrikas“ bezeichnet und lebte die letzten Jahre in den Vereinigten Staaten in Washington, D.C.

## Leben
Aster Aweke wuchs in Addis Abeba als Tochter eines hohen Staatsbeamten auf und fing schon mit dreizehn Jahren an zu singen. Ihr Vorbild war Bizunesh Bekele.
Ihre Karriere begann Mitte der 1970er Jahre als Sängerin am traditionsreichen Hager-Fikir-Theater in Addis Abeba. Außerdem sang sie in lokalen äthiopischen Bands. Sie wurde schließlich von einem der bekanntesten äthiopischen Musikproduzenten, Ali Tango, entdeckt und gefördert. Auf ihren ersten Aufnahmen wurde sie auf der Flöte von Sakari Kukko, dem Kopf der finnischen Jazzfolkband Piirpauke begleitet, der sich zu der Zeit in Addis Abeba aufhielt. Aster Aweke sang dann in der etablierten Band Roha, verließ diese aber nach kurzer Zeit wegen der unruhigen und unsicheren politischen Lage während der Revolution wieder.
1981 entschloss sich Aster Aweke das Land zu verlassen und kam über Kalifornien nach Washington, wo sie seitdem lebt. 1989 wurde sie von US-amerikanischen Weltmusikproduzenten ‚entdeckt‘ und veröffentlichte ihr erstes US-Album Aster. 1996 besuchte sie zum ersten Mal wieder Äthiopien.

## Diskografie
- Ethiopian Groove - The Golden Seventies, Paris, 1994, Buda Musique (enthält drei ihrer allerersten Aufnahmen)
- 1989 Aster (Columbia Records)
- 1991 Kabu (Columbia Records)
- 1993 Ebo (Barkhanns)
- 1997 Live in London (Barkhanns)
- 1999 Hagere (Kabu Records)
- 2002 Sugar (Kabu Records)
- 2004 Asters Ballads (Kabu Records)
- 2006 Fikir